# Schotel (servies)
Een schotel (informeel ook wel schoteltje, ondertas of onderschotel genoemd) is een stuk serviesgoed dat vooral wordt gebruikt om kopjes die warme dranken zoals thee en koffie bevatten te ondersteunen. Ook worden schotels wel gebruikt als onderzetter voor grotere hoeveelheden warme vloeistof (met name soepen), die hierdoor snelle afkoelen doordat de warmte beter wordt verdeeld.
Een schotel lijkt enigszins op een bord, maar heeft in het midden een duidelijke uitholling waarin een bijpassend kopje geplaatst kan worden. Een schotel dient vooral om te voorkomen dat het kopje met de warme drank rechtstreeks in aanraking komt met bepaalde kwetsbare oppervlakken (bijvoorbeeld een tafelkleed), die anders door de warmtegeleiding schade op zouden kunnen lopen. Ook kan eventuele gemorste drank in de schotel worden opgevangen zodat deze niet elders belandt. Vochtige lepels waarmee in de drank wordt geroerd kunnen daarnaast na gebruik op de schotel worden gelegd.  
Theekopjes worden vaak verkocht in combinatie met bijpassende schotels. Het geheel van kopje en schotel wordt dan het theeservies genoemd. 

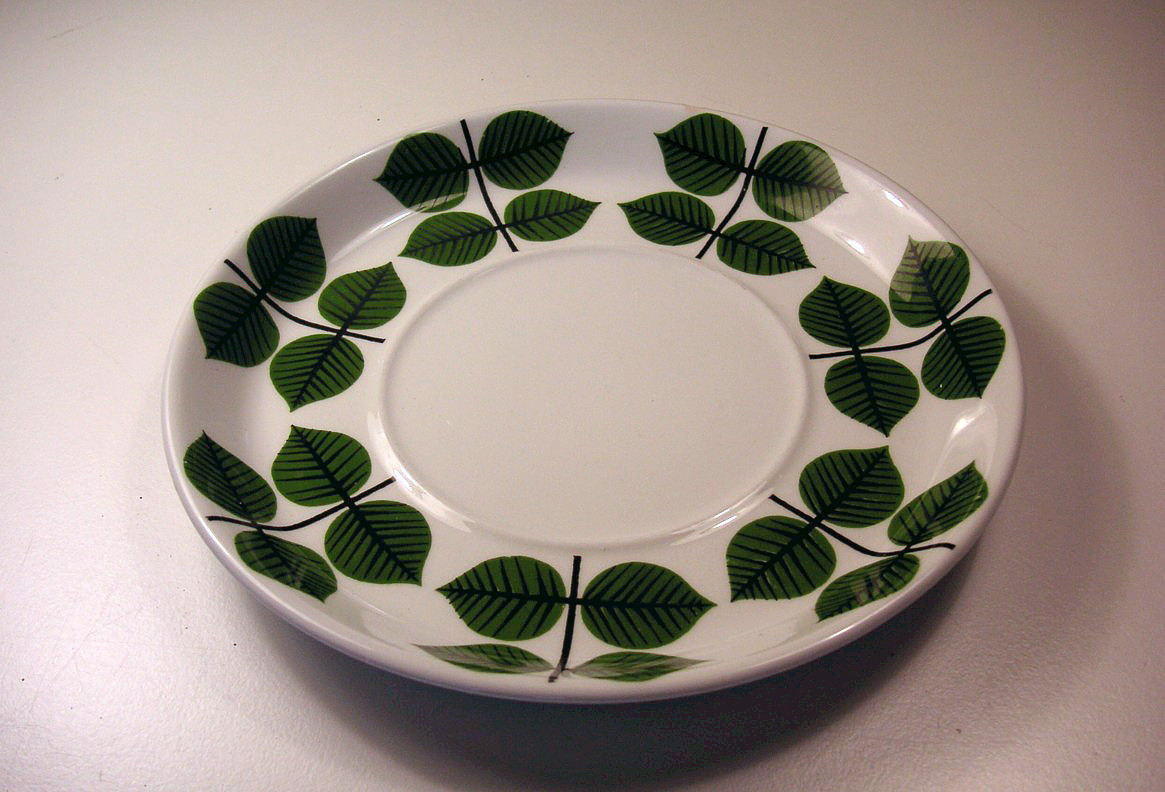
Schotel voor de Berså-theekoppen van Stig Lindberg
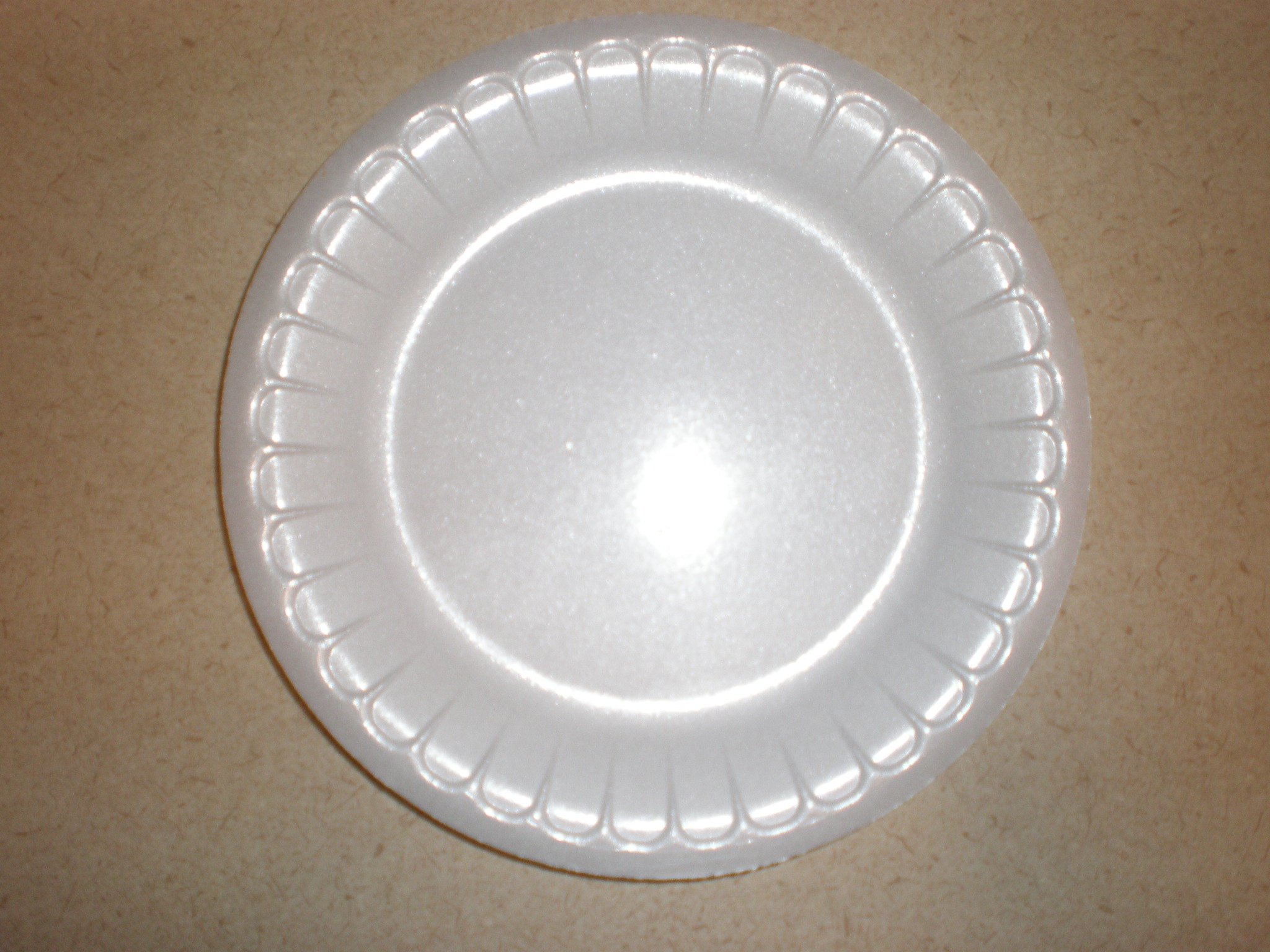
Styrofoam-schotel
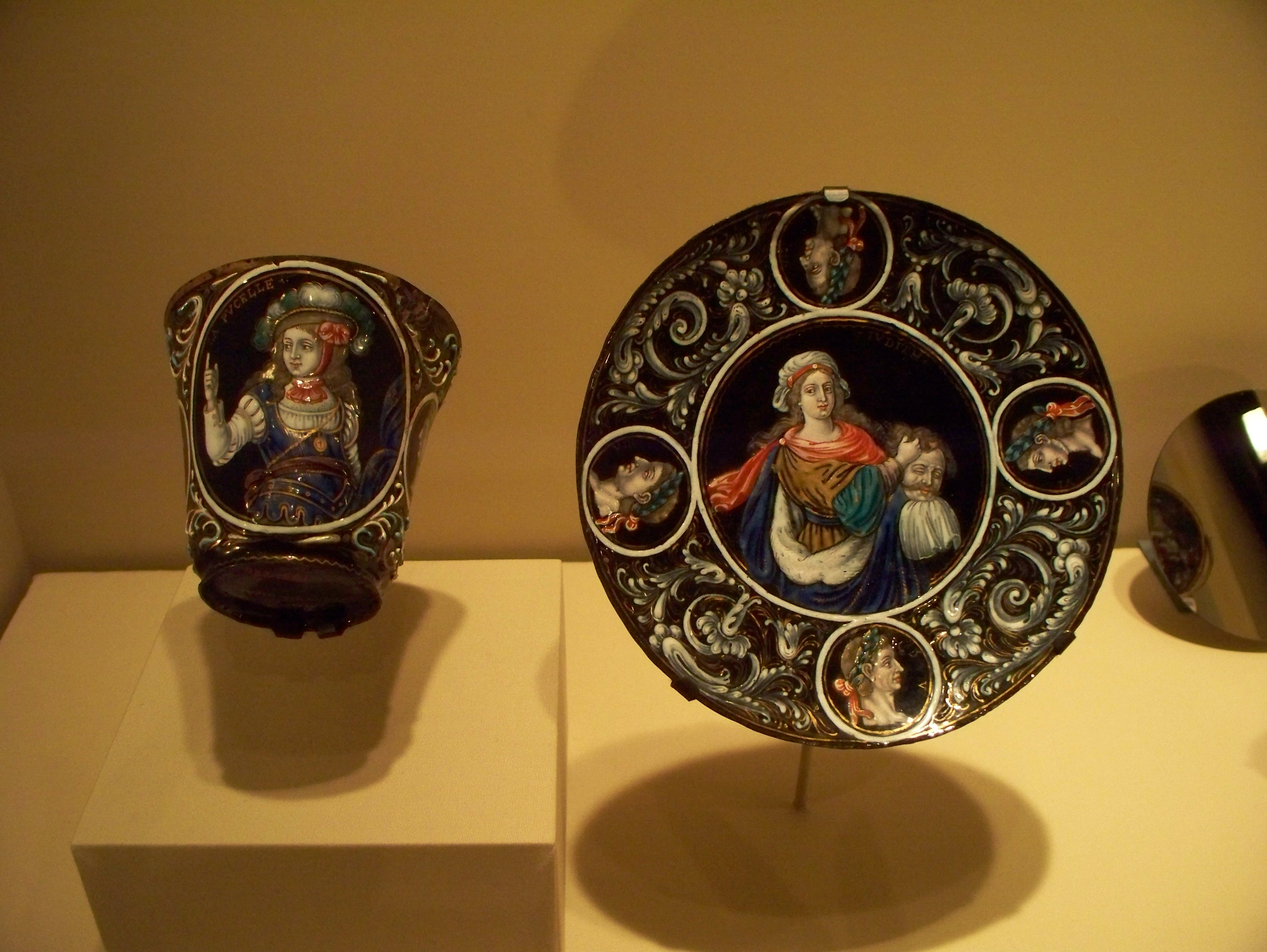
Antieke schotel